# Іен МакКолл
І́ен МакКо́лл (англ. Ian McCall; *5 липня 1984, Ньюпорт-Біч, Каліфорнія, США) — американський спортсмен, професійний боєць змішаного стилю. Чемпіон світу зі змішаних бойових мистецтв у найлегшій ваговій категорії за версією TPF (2011 рік). Найкращий боєць світу у найлегшій ваговій категорії за рейтингом видання «Sherdog» (2011 – 2012 роки).
Протягом 2002 – 2010 років Іен МакКолл зі змінним успіхом виступав у вазі до 61 кг. У 2011 році він перейшов у вагову категорію до 57 кг, в якій досягнув значних результатів: на його рахунку перемоги над тодішніми № 6 та №1 світових рейтингів у цій ваговій категорії, американцем Даррелом Монтеґю та бразильцем Жус'єром да Сілвою. Демарш Іена МакКолла у найлегшій ваговій категорії був відзначений премією «Повернення року» видання «Sherdog».
У 2012 році МакКолл став учасником турніру-четвірки у найлегшій ваговій категорії під егідою чемпіонату UFC. МакКоллу та його супернику Демітріусу Джонсону випала честь історично першого бою у найлегшій вазі на найвищому міжнародному рівні. Видовищний бій, відзначений організаторами премією «Бій вечора», залишився без переможця через суддівську помилку під час підрахунку очок. Цей казус порушив хід турніру, який мав виявити майбутнього першого чемпіона світу у вазі до 57 кг за версією UFC. Вимушений реванш між бійцями відбувся у червні 2012 року. У цьому бою, що згідно з правилами Гран-прі проходив за трираундовою схемою, судді констатували перевагу Демітріуса Джонсона, якому і була присуджена перемога за очками.
Прізвисько Іена МакКола, — «Страховитий дядько», — це посилання на однойменний персонаж коміксів серії «Creepy», оповідача страшних історії.

## Статистика в змішаних бойових мистецтвах
| Результат | Противник         | Вага     | Спосіб                              | Раунд | Час  | Дата              | Місце                                    | Подія                       | Примітки                                             |
| --------- | ----------------- | -------- | ----------------------------------- | ----- | ---- | ----------------- | ---------------------------------------- | --------------------------- | ---------------------------------------------------- |
| Перемога  | Іліарді Сантус    | до 57 кг | Рішення суддів (одностайне)         | 3     | 5:00 | 3 серпня 2013     | Ріо-де-Жанейро, Бразилія                 | «UFC 163»                   | Нагороджений премією «Бій вечора».                   |
| Поразка   | Джозеф Бенавідес  | до 57 кг | Рішення суддів (одностайне)         | 3     | 5:00 | 2 лютого 2013     | Лас-Вегас, США                           | «UFC 156»                   |                                                      |
| Поразка   | Демітріус Джонсон | до 57 кг | Рішення суддів (одностайне)         | 3     | 5:00 | 8 червня 2012     | Санрайз, Флорида, США                    | «UFC on FX 3»               |                                                      |
| Нічия     | Демітріус Джонсон | до 57 кг | Рішення суддів (переважне)          | 3     | 5:00 | 3 березня 2012    | Сідней, Новий Південний Уельс, Австралія | «UFC on FX 2»               | Нагороджений премією «Бій вечора».                   |
| Перемога  | Даррел Монтеґю    | до 57 кг | Підкорення (удушення руками)        | 3     | 2:15 | 5 серпня 2011     | Лемур, Каліфорнія, США                   | «TPF 10»                    | Виграв титул чемпіона у найлегшій ваговій категорії. |
| Перемога  | Дастін Ортіс      | до 57 кг | Рішення суддів (одностайне)         | 3     | 5:00 | 6 травня 2011     | Лемур, Каліфорнія, США                   | «TPF 9»                     |                                                      |
| Перемога  | Жус'єр да Сілва   | до 57 кг | Рішення суддів (одностайне)         | 3     | 5:00 | 18 лютого 2011    | Лемур, Каліфорнія, США                   | «TPF 8»                     |                                                      |
| Перемога  | Джефф Віллінгем   | 57-61 кг | Підкорення (удушення ногами)        | 1     | 2:17 | 19 листопада 2010 | Лос-Анджелес, Каліфорнія, США            | «MEZ Sports: Pandemonium 3» |                                                      |
| Поразка   | Домінік Крус      | 57-61 кг | Рішення суддів (одностайне)         | 3     | 5:00 | 25 січня 2009     | Сан-Дієго, Каліфорнія, США               | «WEC 38»                    |                                                      |
| Перемога  | Кевін Дансмур     | 57-61 кг | Рішення суддів (одностайне)         | 3     | 5:00 | 2 жовтня 2008     | Ель-Кахон, Каліфорнія, США               | «Total Combat 32»           |                                                      |
| Поразка   | Чарлі Валенсія    | 57-61 кг | Підкорення (удушення руками)        | 1     | 3:19 | 12 грудня 2007    | Лас-Вегас, Невада, США                   | «WEC 31»                    |                                                      |
| Перемога  | Коті Вілер        | 57-61 кг | Технічний нокаут (удари кулаками)   | 3     | 4:34 | 5 вересня 2007    | Лас-Вегас, Невада, США                   | «WEC 30»                    |                                                      |
| Перемога  | Рік МакКоркелл    | 57-61 кг | Нокаут (удар кулаком)               | 1     | 0:13 | 28 червня 2007    | Коста-Меса, Каліфорнія, США              | «BITB: Summer Fist 2007»    |                                                      |
| Перемога  | Кріс Девід        | 57-61 кг | Рішення суддів (одностайне)         | 3     | 5:00 | 15 липня 2006     | Сан-Дієго, Каліфорнія, США               | «Total Combat 15»           |                                                      |
| Перемога  | Муса Толівер      | 57-61 кг | Технічний нокаут (рішення кутового) | 2     | 5:00 | 8 грудня 2005     | Норволк, Каліфорнія, США                 | «WFC: Rumble at the Ramada» |                                                      |
| Перемога  | Кріс Асеведо      | 57-61 кг | Технічний нокаут (рішення кутового) | 1     | 5:00 | 4 вересня 2004    | Росаріто, Баха-Каліфорнія, Мексика       | «Crown Fighting 1»          |                                                      |
| Перемога  | Джеррі Семсон     | 57-61 кг | Підкорення (удушення руками)        | 2     | 2:32 | 3 серпня 2002     | Гонолулу, Гаваї, США                     | «Warriors Quest 6»          |                                                      |